# Anfall mot Sankt Petersburg 1704–1944
Denna översikt omfattar de anfall mot Sankt Petersburg (1914–1924 Petrograd; 1924–1991 Leningrad) som ägde rum mellan 1704 och 1944. Den ryska storstaden har sedan grundandet 1703 visserligen undgått att bli intagen och ockuperad, men har upprepade gånger blivit utsatt för militära angrepp från både främmande makter och inhemska trupper. Det har rört sig om såväl ytterst allvarliga hot som mer eller mindre orealistiska anfallsplaner. 
För att minska stadens utsatthet har det länge funnits ett starkt ryskt intresse att behärska ett så stort område kring staden som möjligt. Detta har i äldre tid lett till konflikter med Sverige, och i nyare tid med Finland och Estland.

## Historik

### Bakgrund
Området där Sankt Petersburg ligger, Ingermanland, har sedan förhistorisk tid bebotts av olika östersjöfinska folkstammar. Viktiga handelsvägar, liksom även den postglaciala landhöjningen, gjorde att området under tidig medeltid kom att bli geopolitiskt intressant för nya och expanderande statsbildningar, framför allt Sverige och Novgorodrepubliken, men också Danmark och den tyska ordensstaten. Härpå följde flera århundraden av krig och oroligheter där olika makthavare, trosläror och kulturer växelvis kom att dominera.
År 1300 byggdes den första svenska befästningen, Landskrona, nära Nevas mynning, men den intogs och brändes av ryska trupper redan året därpå. Efter det Ingermanländska kriget 1610–1617 var området under lång tid en svensk provins. Under denna period byggdes en ny fästning, Nyenskans, med en tillhörande handelsstad, Nyen. Tidigt i det stora nordiska kriget erövrades fästningen 1703 av ryska trupper under ledning av tsar Peter den store, som beslutade att bygga en ny fästning längre ut i deltat. Runt den nya fästningen anlades Sankt Petersburg, som 1712 blev huvudstad i det ryska riket.

### 1704–1705

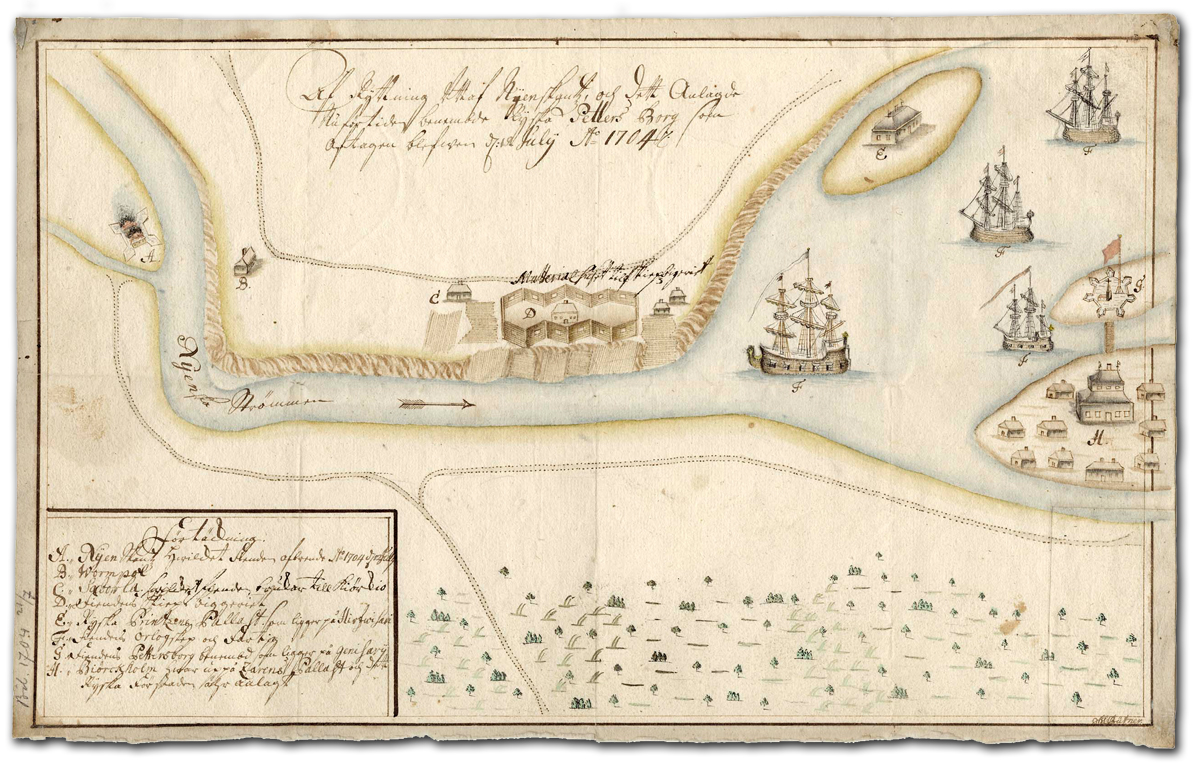
Sankt Petersburg ("Petters Borg") sedd från Karelska näset, d.v.s. norrifrån. Svensk militär kartskiss daterad den 12 juli 1704. Längst till vänster (A): den svenska fästningen Nyenskans. Längst till höger (G): den ryska Peter-Paulfästningen, och (H): ön Berezovyi, fi. Koivusaari, numera Petrogradskij ("Biörckholm").

Under åren som följde efter stadens grundande gjorde svenska trupper upprepade försök att återerövra området. Detta skedde både 1704 och 1705 genom flottangrepp och försök till landstigningar på ön Kotlin, som hade befästs för att försvara inloppet till Sankt Petersburg. Bägge åren gjorde också svenska marktrupper under befäl av Georg Johan Maidel misslyckade försök att från Karelska näset anfalla staden över ön Berezovyi (nuvarande stadsdelen Petrogradskij) och mot Peter-Paulfästningen.

### 1708
I början av det ryska fälttåget 1708 gick en svensk-finsk trupp om 12 000 man till angrepp mot Ingermanland med förhoppningen att erövra Sankt Petersburg. Huvudslaget utkämpades den 9 september i närheten av byn Ivanovskaja, vid sammanflödet mellan floderna Neva och Tosna, drygt 30 km sydost om staden. Den svensk-finska truppen under befäl av Georg Lybecker lyckades korsa Neva och därefter avancera västerut, men kom ändå aldrig att utgöra något reellt hot mot själva Sankt Petersburg.

### 1741
De svenska krigsmålen 1741 innebar att först inta Viborg och sedan avancera mot Sankt Petersburg. Man ville därigenom utlösa en rysk statskupp, varpå man avsåg att återerövra de områden som förlorats till Ryssland i det stora nordiska kriget. Den 8 augusti 1741 samlades sammanlagt 8 000 soldater från Fredrikshamn och Villmanstrand vid den dåvarande svensk-ryska gränsen i närheten av Viborg. Dock pressades den svenska hären snabbt tillbaka av en övermäktig rysk här. Efter slaget vid Villmanstrand 23 augusti var det den ryska hären som var på offensiven och slutligen kom att ockupera hela Finland.

### 1788–1790

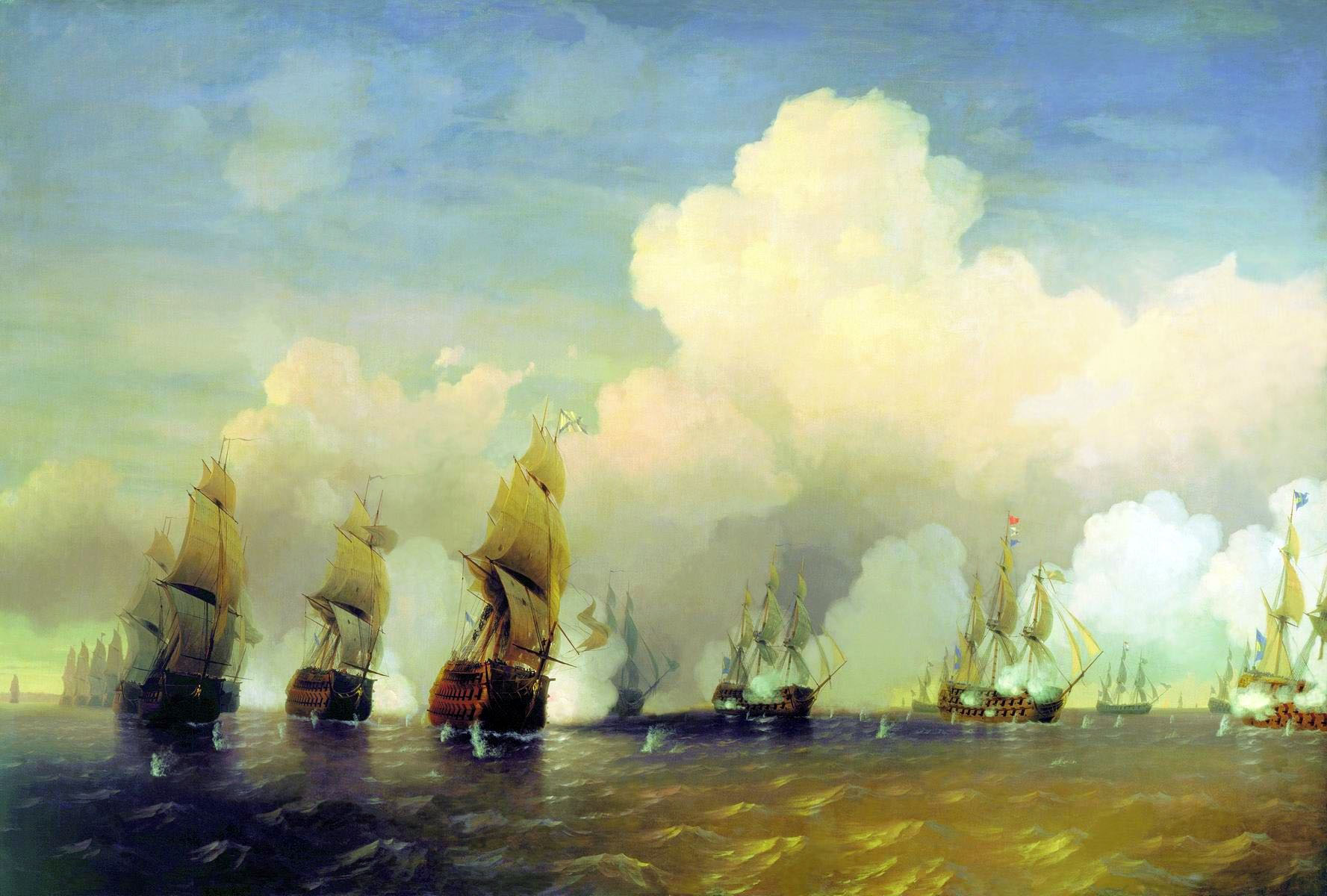
Sjöslaget vid Kronstadt 1790. Aleksej Bogoljubov, 1866.

Den svenska planen för det ryska kriget 1788–1790 var att belägra och möjligen inta Sankt Petersburg. En svensk armé skulle avancera mot staden längs den finska kusten från den dåvarande svensk-ryska gränsen vid Kymmene älv. Samtidigt skulle den svenska flottan landsätta trupper i Oranienbaum som därifrån skulle rycka vidare mot staden. Den senare planen kullkastades tidigt i kriget av att den svenska flottan inte klarade att slå ut den ryska i sjöslaget vid Hogland 17 juli 1788. Den svenska landstyrkans framryckning längs kusten var inte heller någon framgång. De flesta stridigheterna i kriget kom att utkämpas närmare Helsingfors än Sankt Petersburg. Ett undantag var sjöslaget vid Kronstadt 3–4 juni 1790, som vid svensk seger hade kunnat öppna sjövägen till Sankt Petersburg.

### 1812
Den 24 juni 1812 gick en gigantisk europeisk armé under ledning av Napoleon Bonaparte till angrepp mot Ryssland. Huvudstyrkan tågade via Kovno och Smolensk mot Moskva. Samtidigt sändes två stora armékårer norrut för att inta Riga respektive Polotsk och sedan tillsammans slå till mot Sankt Petersburg. Man klarade dock inte att avancera längre än till Kljastitsy, Dünaburg och Rigas förstäder. Till Rigas försvar anlände 20 000 ryska soldater från Finland, vilket möjliggjordes av att Sverige, som Rysslands enda allierade, inte utgjorde något hot.

### 1854–1855
Krimkriget 1853–1856 utkämpades i huvudsak på Krimhalvön. I augusti 1854 seglade dock franska och brittiska flottstyrkor in i Östersjön för att flytta kriget närmare den ryska huvudstaden, och därmed skapa möjlighet att bombardera den. Man försökte slå ut de ryska fästningarna Kronstadt och Sveaborg, men dessa försvarade sig väl. I stället kom den fransk-brittiska flottan att ägna sig åt blockadoperationer och angrepp på orter och mindre befästningar längs den finländska sydvästkusten.

### 1917–1919

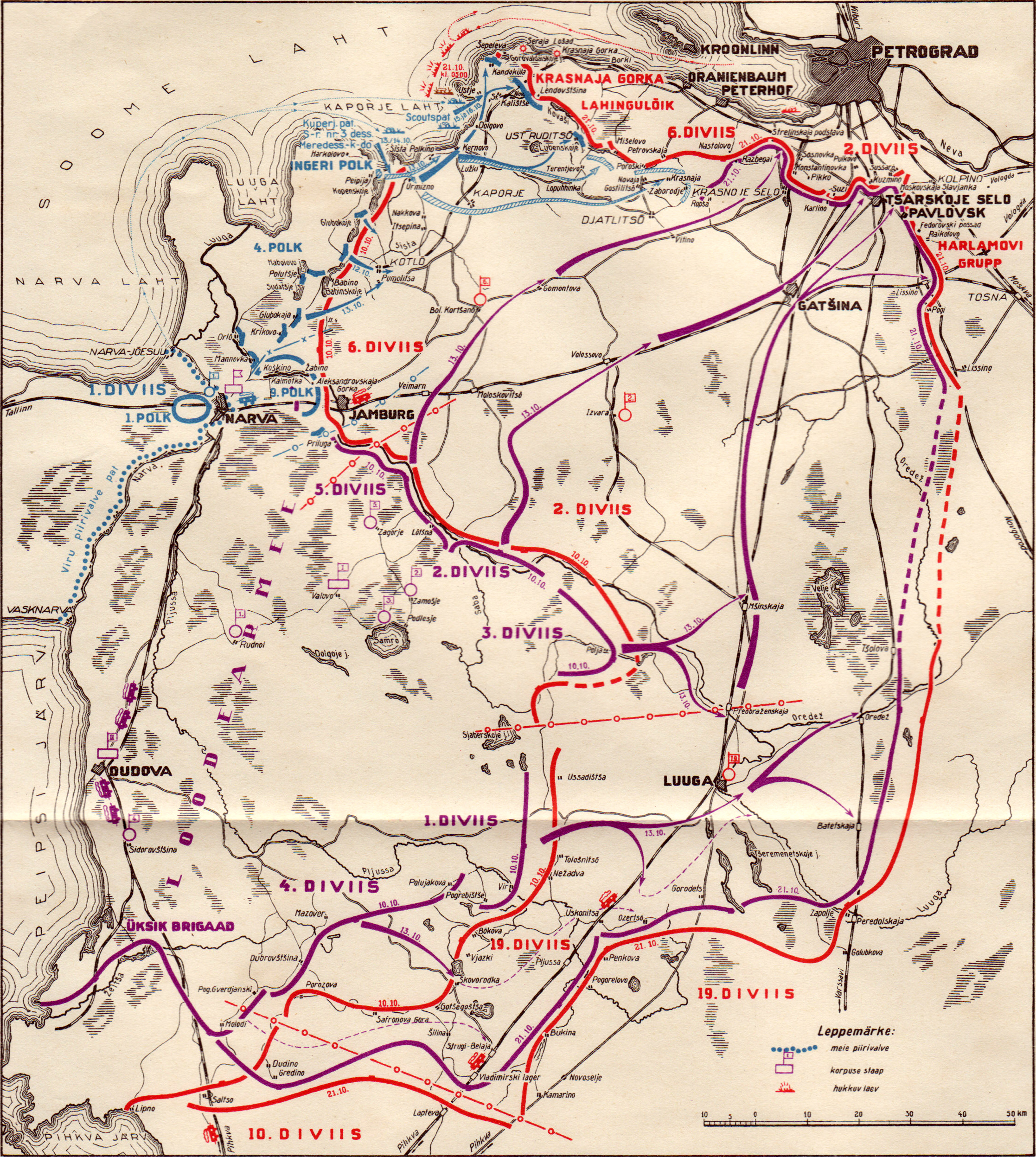
Estnisk karta över offensiven mot Petrograd 1919.

Perioden runt det första världskriget 1914–1918 kom att få stora konsekvenser för Sankt Petersburg. Före kriget hade arbeten med att förstärka kustförsvaret i södra Finland och norra Estland inletts för att förhindra angrepp på Sankt Petersburg av den tyska flottan. Krigsutbrottet 1914 innebar att staden döptes om till Petrograd, detta för att den inte skulle låta alltför tysk. År 1917 ledde kriget fram till den ryska revolutionen. Oktoberrevolutionen samma år följdes både av ett ryskt inbördeskrig och av att tyska styrkor i Operation Faustschlag invaderade Pskov och Narva. Detta gjorde att staden blev mycket sårbar, vilket dels påskyndade fredsavtalet i Brest-Litovsk i mars 1918 och dels drev på den nya regeringens beslut samma månad att flytta den ryska huvudstaden till Moskva.
Redan i november 1917 hade den första attacken mot Petrograd avvärjts. Ledaren för den provisoriska ryska regeringen efter februarirevolutionen, Aleksandr Kerenskij, hade med hjälp av kosackgeneralen Pjotr Krasnov skapat en mindre armétrupp som tågade från Pskov. Man klarade inledningsvis att inta Gatchina och sedan Tsarskoje Selo, men besegrades ett par dagar senare av probolsjevikisk milis vid Pulkovo, knappt 20 km söder om Petrograd.
I samband med att det i november 1918 slöts vapenvila mellan Tyskland och de västallierade, uppstod kaotiska tillstånd i området som hade utgjort östfronten. Retirerande tyska trupper följdes av anfallande ryska trupper, självständighetskrig och mobiliserande ryska vita trupper. Det ryska inbördeskriget eskalerade snabbt för att kulminera under 1919.
På hösten 1919 utkämpades slaget om Petrograd. Den vite generalen Nikolaj Judenitj hade på estnisk mark organiserat en 18 500 man stark armé som den 28 september tågade mot Petrograd. I oktober hade man avancerat till stadens södra förorter, men precis som vid Kerenskij-Krasnov-angreppet 1917 slogs denna offensiv tillbaka vid Pulkovo. Till sin hjälp hade Judenitj fått franska och brittiska vapenleveranser och därutöver operativ assistans från den brittiska flottan samt från den estniska flottan och armén (6 000 man). För estnisk del innebar deltagandet i operationen vissa taktiska fördelar i kriget för självständighet. I Finland försökte Gustaf Mannerheim under åren 1918 och 1919 förgäves utverka planer på att anfalla Petrograd norrifrån, något som hade både ideologiska och etniska motiv.

### 1941–1944
Under andra världskriget gick Nazityskland och dess allierade till angrepp mot Sovjetunionen i Operation Barbarossa. Ett av de viktigaste krigsmålen var att inta Leningrad, som staden då hette, och jämna den med marken. I september 1941 nådde tyska trupper fram till stadens södra utkanter och kunde snart nästan helt omringa den. Finska trupper hade samtidigt avancerat till den gamla finsk-ryska gränsen ett stycke utanför stadens norra utkanter där man gjorde halt. När tyskarna inte lyckades inta staden, trots flera försök och tidvis intensiv artilleribeskjutning som förstörde stora delar av stadens infrastruktur, inleddes istället en belägring som kom att vara drygt 28 månader, fram till slutet av januari 1944. Belägringen innebar enorma påfrestningar för staden. Tyska trupper, med viss hjälp av finska trupper och i mindre grad av italienska, hindrade tillförsel av förnödenheter på olika sätt: främst över land, men också genom mineringar i Finska viken och beskjutning av transporter över Ladoga.
Belägringen var i särklass det allvarligaste hotet någonsin mot staden. Antalet dödsoffer har uppskattats till runt 1,5 miljoner, de allra flesta civila. En sovjetisk historiker beskrev den belägrade staden som ”ett gigantiskt förintelseläger”. Den amerikanske historikern Michael Walzer har påpekat att det under belägringen av Leningrad dog fler civila än i Hamburg, Dresden, Tokyo, Hiroshima och Nagasaki tillsammans.